# 그루먼 X-29
그러먼 X-29(Grumman X-29)는 전진익, 카나드 조종익면, 그 외 혁신적인 항공기 기술을 시험하기 위한 실험기였다. 공기역학적으로 불안정한 이 방식은 기동성을 증가시키지만 컴퓨터화된 유선비행 (플라이 바이 와이어) 제어를 필요로 한다. 무게를 줄임과 동시에 항공탄성학적 aeroelastic 발산 divergence때문에 전진익에서 일어나는 비틀림을 제어하기 위해 복합재가 쓰였다. X-29는 1984년 처음 비행했고 그 후 10년간 X-29 2대가 비행 시험을 했다.

## 설계와 개발

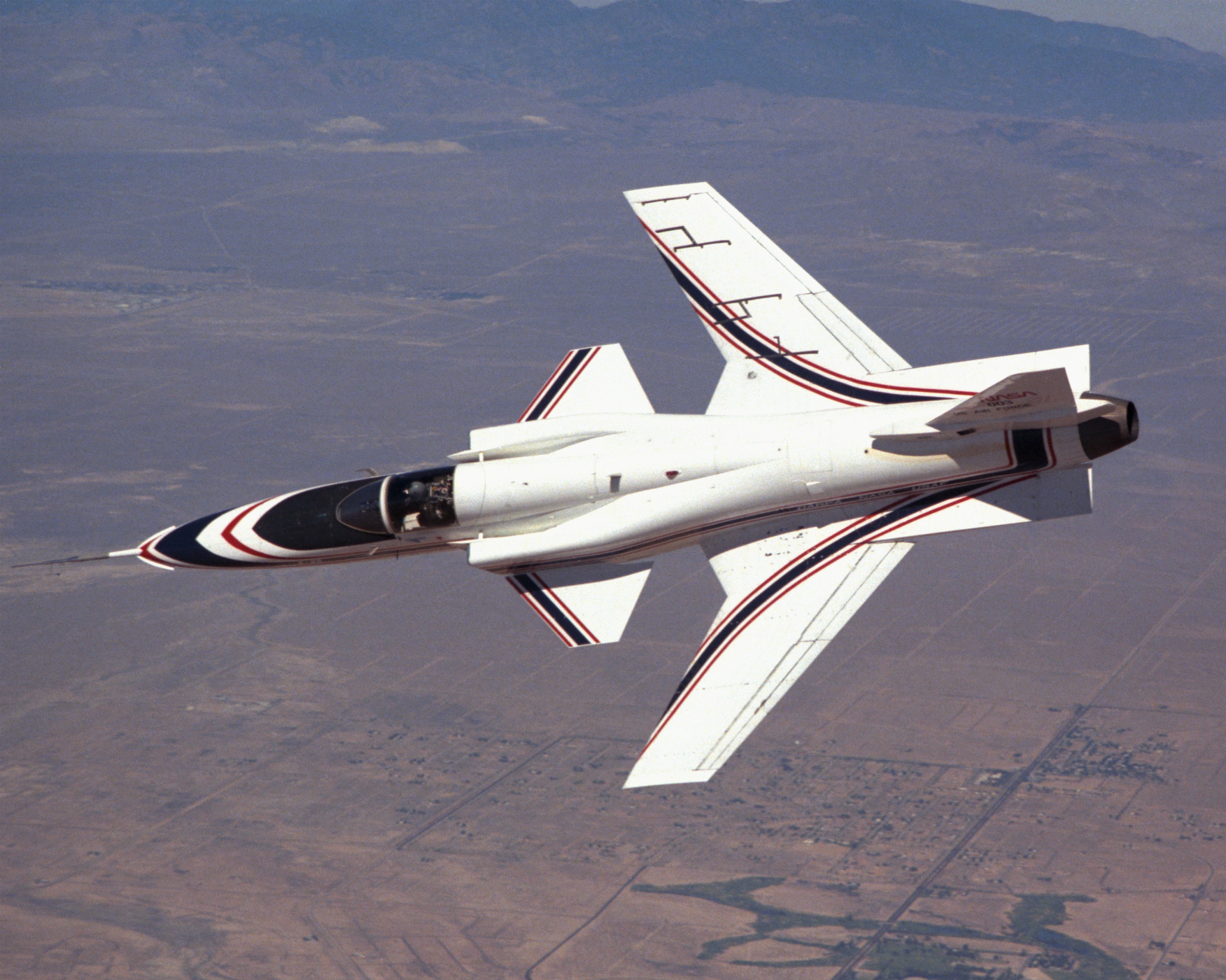
비행 중인 X-29

제너럴 다이내믹스 F-16 파이팅 팰컨이 관련된 경쟁안을 물리친 후, X-29A 2대가 그러먼 우주항공사에 의해 기존의 노스롭 F-5 프리덤 파이터 골격을 기본으로 만들어졌다. (63-8372가 82-0003이 되고 65-10573이 82-0049가 되었다.) X-29 설계는 F-5A의 기수와 앞 착륙 장치, F-16의 조종익면과 주 착륙 장치를 이용해 만들어졌다. X-29 설계를 현실성 있게 만든 것은 탄소 섬유 복합재라는 기술적 진보였다. X-29의 주익은, 부분적으로 흑연 에폭시 수지로 만들어졌고, 33도 이상 앞으로 꺾여 있다. 그러먼 내부의 X-29 지칭은 "그러먼 712형" 약칭 "G-712"였다.

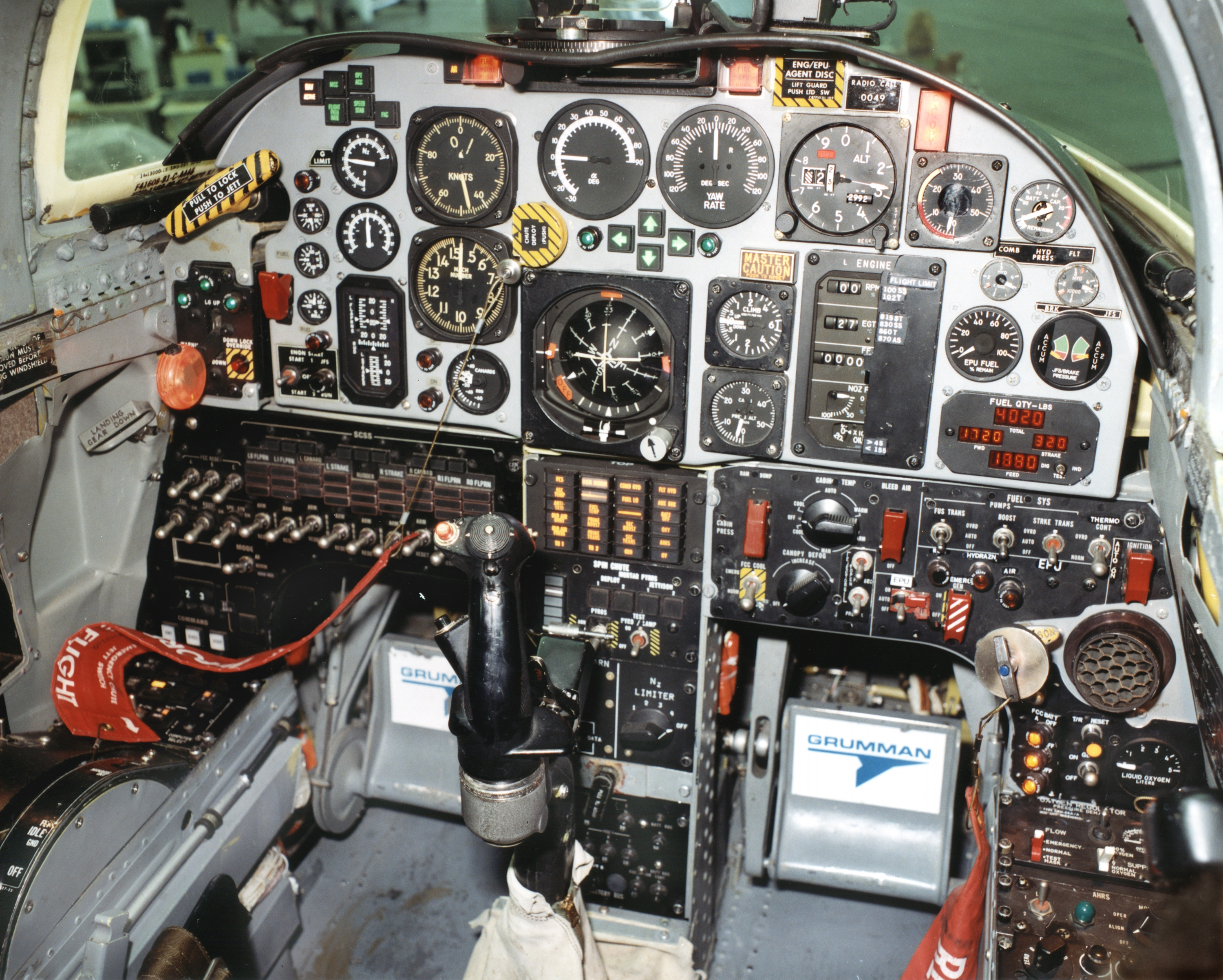
X-29 조종석

X-29A는 비행 시험에서 고기동성과 조종성을 보여주었다. 최대 받음각은 67° 에 달했다. 기체 형상과 항공역학적 중심에서 많이 벗어난 무게 중심 때문에, 이 기체는 태생적으로 불안정했다. 안정성은 초당 40회씩 보정되는 컴퓨터화된 비행 제어 체계에 의해 확보된다. 비행 제어 체계는 3중으로 예비되어 있는 디지털 컴퓨터에 다시 3중으로 예비된 아날로그 컴퓨터로 뒷받침되어 있다. 셋 중 하나만 있어도 비행할 수 있지만, 여유분 덕분에 오류를 확인할 수 있다. 셋은 각각 자신의 측정치에 "투표"를 하고, 어느 것이 오작동하면 그것을 발견할 수 있다. 이 체계의 총합적 실패는 통상적인 비행기의 기계적인 파손처럼 있을 법 하지 않을 것으로 여겨졌다.

### 항공탄성학적 고려
전진익 형상에서, 항공역학적 양력은 날개 끝단을 위로 돌리려는 비틀림 힘이 생긴다. 이것은 높은 받음각을 만들어내고, 그로 인해 양력이 증가되고, 날개를 더 비틀게 된다. 이 항공탄성학적 분산은 곧바로 구조적인 파손으로 이어질 수 있다. 통상의 금속성 구조로는, 날개가 비틀림에 저항할 수 있을만큼 아주 뻣뻣해야 했다. 날개를 뻣뻣하게 만드는 것은 무게를 증가시키고, 설계 자체가 불가능할 수도 있었다.
X-29설계는 이 항공탄성학적 효과를 극복하기 위해 탄소 섬유 복합재의 휘어짐과 비틀림 사이의 비등방성 탄성 상쇄를 이용했다. 심지어 상대적으로 가벼운 복합재라도 무게에서 불리함을 짊어질 수 밖에 없는 아주 딱딱한 날개를 사용하는 대신, X-29는 휘어짐과 꼬임의 상쇄를 만들어내는 적층판을 이용했다. 양력이 증가하면, 휨 하중이 날개 끝을 위로 휘게 한다. 비틀림 하중은 날개를 높은 받음각으로 비틀려고 하지만, 상쇄에 의해 그 하중에 저항하게 되고, 끝단을 위로 비틀어 날개의 받음각과 양력을 감소시킨다. 양력이 감소되면, 하중은 줄어들고 발산을 피할 수 있다.

## 운용 역사
첫 X-29는 1984년 12월 14일 에드워드 공군 기지에서 그러먼의 선임 시험 비행사 척 시웰 Chuck Sewell이 조종하여 하늘로 날아 올랐다. 1985년 12월 13일에, X-29 중 하나가, 초음속 수평 비행을 한 첫 전진익 항공기가 되었다. (전진익을 가진 첫 제트 항공기는 그 이전의 융커스 Ju 287이었다.)
X-29는 첫 비행 후 겨우 4개월만에 나사 NASA의 시험 프로그램이 되었다. X-29는 아주 신뢰성 있음이 증명되었고, 1986년 8월에 이르러서는 세 시간 이상 지속되는 연구 임무 비행에 참여하였다. 첫 X-29는 스핀 회복 낙하산을 장비하지 않았는데, 스핀에 들어갈 것을 예정하지 않았기 때문이었다. 두 번째 X-29는 그런 낙하산을 갖추고 고 받음각 실험 프로그램에 참여하였다. NASA의 시험 프로그램은 1984년부터 1991년까지 계속되었다. 그 때는 이미 첫 X-29가 1986년 퇴역하였고, 242회 비행하였다.

## 전시 중인 항공기

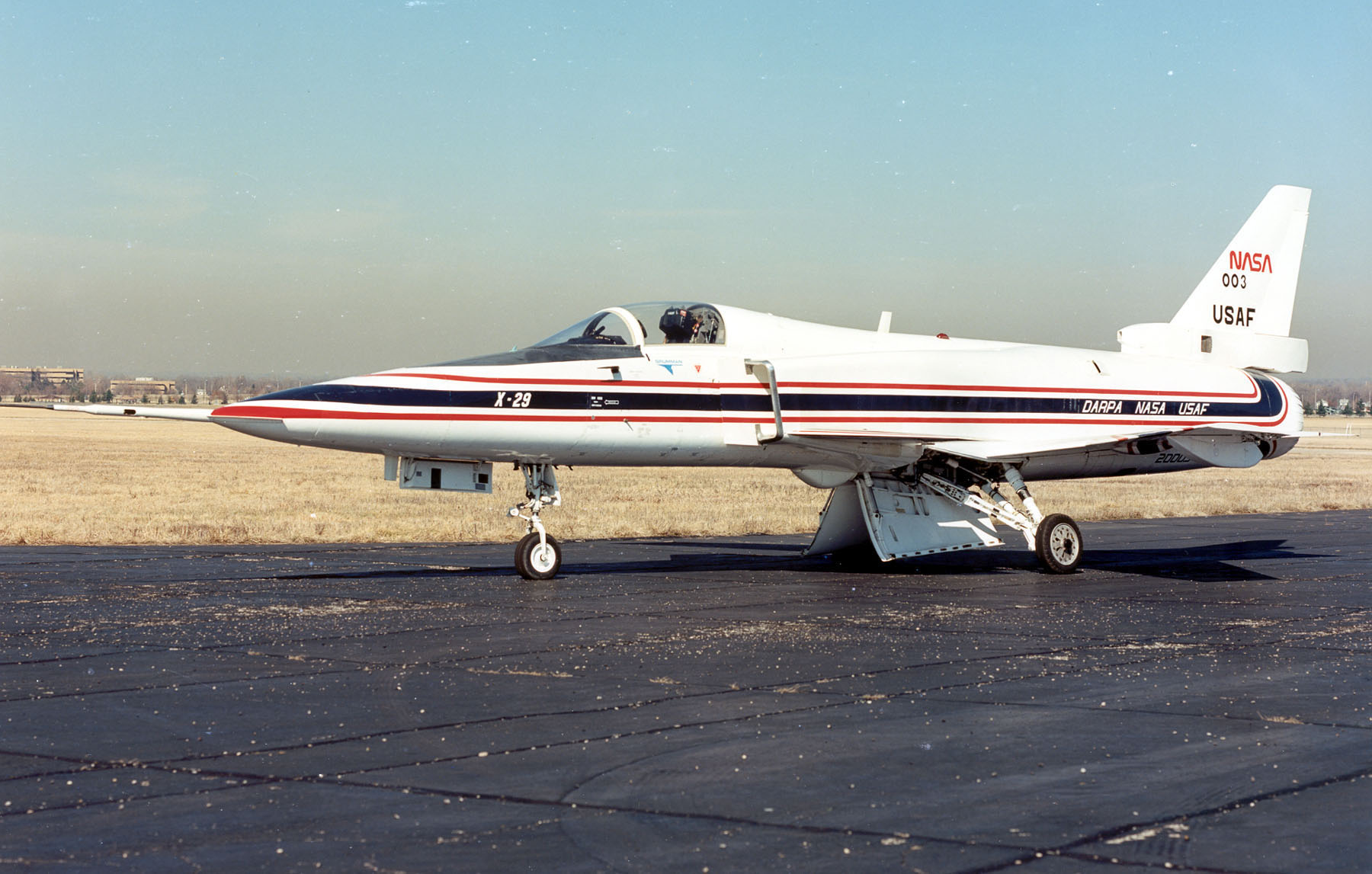
Grumman 미 공군 국립 박물관에 있는 X-29A

처음 생산된 X-29는 현재 오하이오주 데이튼 근처의 라이트패터슨 공군 기지에 있는 미 공군 국립 박물관에 전시되어 있다. 다른 기체는 에드워드 공군 기지에 있는 드라이덴 비행 연구 센터에 전시되어 있다. 완전한 크기의 모형이 워싱턴DC에 있는 국립 항공 우주 박물관의 국립 몰 National Mall 관에 전시되어 있다.

## 제원 (X-29)
정보의 출처: NASA X-Planes Donald, Winchester
일반 특성
- 승무원: 조종사 1명
- 화물탑재량: 4,000 lb (1,810 kg)
- 길이: 48 ft 1 in (14.7 m)
- 날개폭: 27 ft 2 in (8.29 m)
- 높이: 14 ft 9 in (4.26 m)
- 날개면적: 188.8 ft² (17.54 m²)
- 공허중량: 13,800 lb (6,260 kg)
- 최대이륙중량: 17,800 lb (8,070 kg)
- 엔진: 1× 제너럴 일렉트릭 F404 터보팬, 16,000 lbf (71.2 kN)

성능
- 최대속도: Mach 1.8 (1,100 mph, 1,770 km/h at 33,000 ft (10,000 m))
- 항속거리: 350 mi (560 km)
- 상승한도: 55,000 ft (16,800 m)

## 같이 보기
- 전진익
- 융커스 Ju 287

관련 개발
- 노스롭 F-5 프리덤 파이터

유사 항공기
- Su-47

관련 목록
- 실험 항공기 목록

## 참고
주석
1. 1 2  Gehrs-Pahl, Andreas, ed. "The X-Planes: From X-1 to X-34." ais.org, 1995. Retrieved: 1 September 2009.
2. 1 2 3 4  Donald, David ed. "Grumman X-29A", The Complete Encyclopedia of World Aircraft. New York: Barnes & Nobel Books, 1997. ISBN 0-7607-0592-5.
3. ↑  Winchester, Jim, ed. "Grumman X-29". Concept Aircraft: Prototypes, X-Planes, and Experimental Aircraft (The Aviation Factfile). Holt, MI: Thunder Bay Press, 2005. ISBN 1-59223-480-1.
4. ↑  "X-29 fact sheet." NASA Dryden Flight Research Center. Retrieved: 1 September 2009.
5. 1 2  Pamadi, Bandu N. "Performance, Stability, Dynamics, and Control of Airplanes. 2nd Ed., Section 1.11." AIAA, 2004.
6. 1 2  Winchester 2005, p. 262.
7. ↑  "Exhibits on view." 보관됨 2011-06-06 - 웨이백 머신 National Air and Space Museum. Retrieved: 6 May 2007.
8. ↑  Jenkins, Dennis R. et al. "SP-2003-4531: American X-Vehicles, An Inventory—X-1 to X-50." NASA , June 2003. Retrieved: 1 September 2009.
9. ↑  "X-29 3-view." NASA/Dryden Flight Research Center. Retrieved: 14 July 2010.

문헌
- Thruelsen, Richard. The Grumman Story. New York: Praeger Publishers, Inc., 1976. ISBN 0-275-54260-2.
- Treadwell, Terry. Ironworks: Grumman's Fighting Aeroplanes. Shrewsbury, UK: Airlife Publishers, 1990. ISBN 1-85310-070-6.
- Winchester, Jim. "Grumman X-29". X-Planes and Prototypes. London: Amber Books Ltd., 2005. ISBN 1-904687-40-7.